# Бадалян Агасій Авагійович
Агасій Авагійович Бадалян (вірм. Աղասի Ավագի Բադալյան; 1914 — 1972) — вірменський актор театру й кіно, заслужений артист Вірменської РСР.

## Біографія
Аґасі Бадалян народився в 1914 році. 
У 1936—1972 роках — актор Ленінаканського театру. 
Помер у 1972 році.

## Фільмографія
| Рік  | Назва    | Назва    | Роль   |
| Рік  | укр.     | вірм.    | Роль   |
| ---- | -------- | -------- | ------ |
| 1983 | «Кочарі» | «Քոչարի» | Григір |